# Toro Pujio
Toro Pujio es una localidad situada en el departamento San Justo, provincia de Córdoba, Argentina.
Se encuentra ubicada sobre el Cno s152 a 4 km de la RP E52, a 135,4 km de la Ciudad de Córdoba por la ruta nacional 19 y la provincial 10, a 43,1 km de Arroyito por ruta provincial E52 y a 53,4 km de la laguna Mar Chiquita por la ruta provincial 17.
Existen en la localidad un dispensario, una escuela primaria, un instituto secundario, un puesto policial y un edificio comunal en el cual se efectúan gran parte de las funciones administrativas.
La localidad cuenta con un polideportivo comunal, con pileta y canchas de pádel, bochas, baloncesto, voleibol y fútbol.

## Economía
La principal actividad económica es la agricultura seguida por ganadería, siendo los principales cultivos la soja y el maíz.
La producción láctea y el turismo también tienen relevancia en la economía local.

## Población
Cuenta con 202 habitantes (Indec, 2022), lo que representa un incremento del 14% frente a los 173 habitantes (Indec, 2010) del censo anterior.
| Gráfica de evolución demográfica de Toro Pujio entre 1991 y 2010 |
|                                                                  |
| Fuente: Censos nacionales del INDEC                              |

## Clima
El clima es templado con estación seca, registrándose una temperatura media anual de 25 °C aproximadamente. En invierno se registran temperaturas inferiores a 0° y superiores a 35° en verano.
El régimen anual de precipitaciones es de aproximadamente 800 mm.